# Nikolai Zverev
Nikolai Sergeyevich Zverev (Volokolamsk, 1832 — 12 de outubro de 1893) foi um pianista e professor russo, tendo ensinado Alexander Scriabin, Alexander Siloti e Sergei Rachmaninoff, entre outros.
Nikolai Sergeyevich Zverev (em russo:   Николай Сергеевич Зверев, algumas vezes transliterado como Nikolai Zveref nasceu em 1832 em Volokolamsk, Rússia, de uma família aristocrática. Estudou matemática e física na Universidade Estatal de Moscou, enquanto tomava lições de piano de Alexander Dubuque (1812—1989), e mais tarde com Adolf von Henselt.
Em 1870, Nikolai Rubinstein pediu-lhe para ensinar no Conservatório de Moscovo.  Zverev ficou conhecido por impor uma dura rotina de estudos aos seus estudantes de piano.
Era homossexual, nunca se casou, e morreu com 61 anos, em 1893.

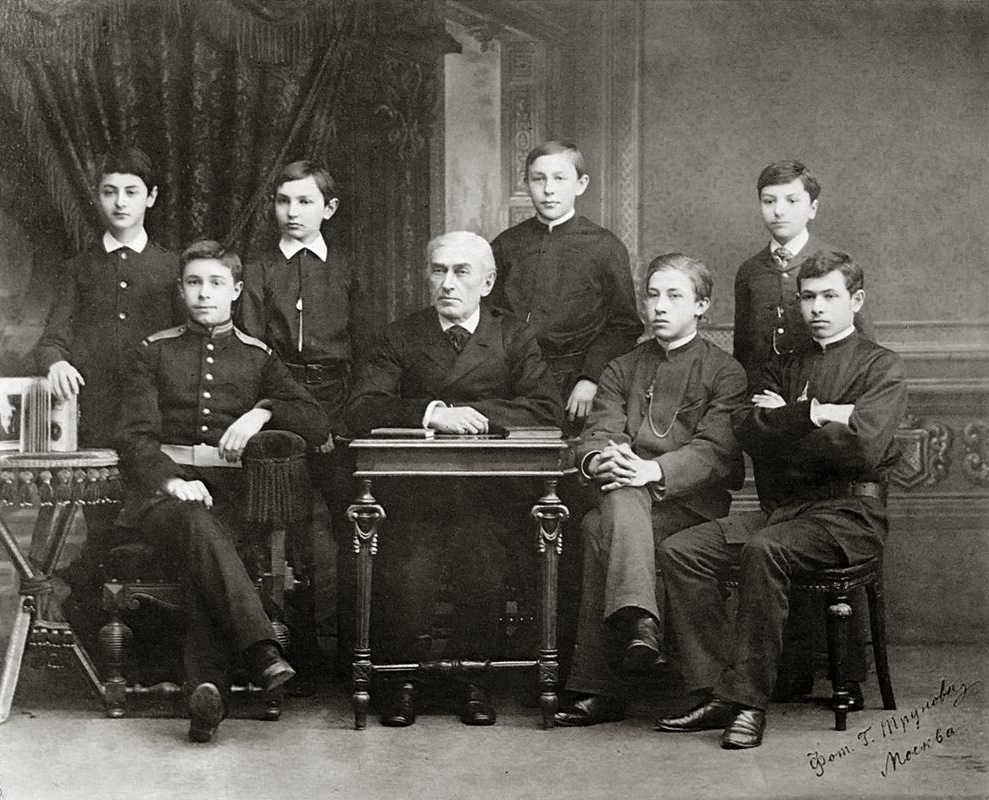
Zverev (centro) e seus alunos, da esquerda para a direita, Samuelson, Scriabin, Maximov, Rachmaninoff, Chernyaev, Keneman, e Pressman.